# مارك كوفرمانس
مارك كوفرمانس (بالهولندية: Mark Koevermans) مواليد 3 فبراير 1968 في روتردام، هولندا، هو لاعب كرة مضرب هولندي سابق بدأ مسيرته كمحترف سنة 1987 وكان يلعب باليد اليمنى، اعتزل اللعب في 1994. أعلى تصنيف له في الفردي كان المركز الـ 37 في سنة 1991. سبق أن شارك في دورة الألعاب الأولمبية الصيفية.

## روابط خارجية
- مارك كوفرمانس على موقع رابطة محترفي التنس (الإنجليزية)
- مارك كوفرمانس على موقع الاتحاد الدولي لكرة المضرب (الإنجليزية)
- مارك كوفرمانس على موقع كأس ديفيز (الإنجليزية)
- مارك كوفرمانس على موقع خلاصة التنس.كوم (الإنجليزية)
- مارك كوفرمانس على موقع أوليمبيديا (الإنجليزية)